# Альфа-амилаза

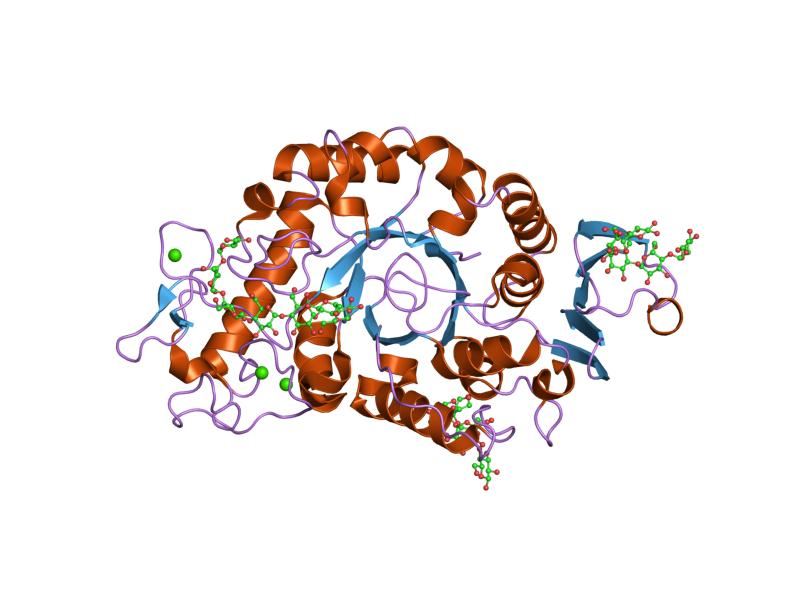
Альфа-амилаза

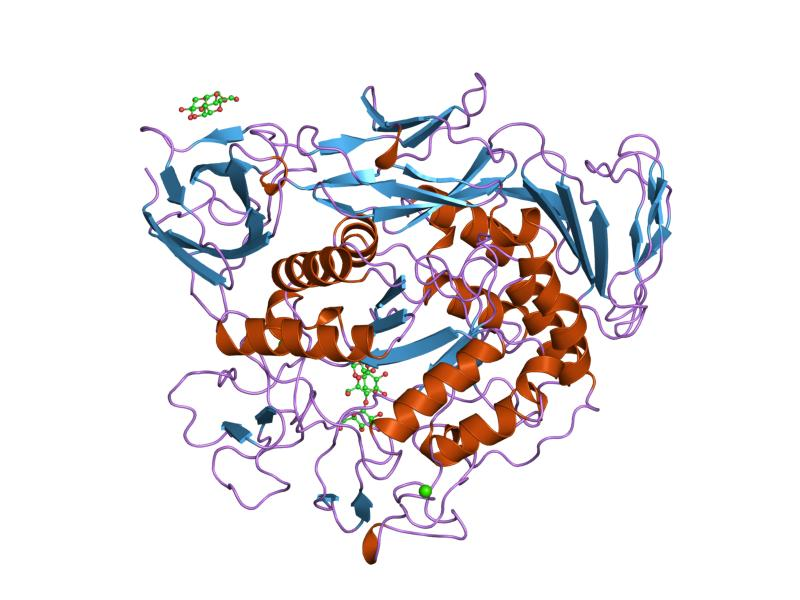
Другой вид альфа-амилазы

Альфа-амилаза (α-амилаза, 1,4-α-d-глюкан-глюканогидролаза, гликогеназа; шифр КФ — 3.2.1.1) является кальций-зависимым ферментом. К этому типу относятся амилаза слюнных желез и амилаза поджелудочной железы. Она способна гидролизовать полисахаридную цепь крахмала и других длинноцепочечных углеводов в любом месте. Таким образом, процесс гидролиза ускоряется и приводит к образованию олигосахаридов различной длины. У животных α-амилаза является основным пищеварительным ферментом. Активность α-амилазы оптимальна в нейтральной среде (pH = 6,7—7,0), а также при содержании: хлорида и бромида — наибольшее влияние, йодида — меньшее влияние, сульфата и фосфата — наименьшее влияние. Фермент обнаружен также у растений (например, в овсе), в грибах (в аскомицетах и базидиомицетах) и бактериях (Bacillus). Это основная форма амилазы, обнаруженная у людей и других млекопитающих. Активность альфа-амилазы в зерне измеряется методами Хагберга — Пертена и Фадебаса.

## В физиологии человека
Хотя альфа-амилаза обнаружена во многих тканях, она наиболее заметна в соке поджелудочной железы и слюне, каждая из которых имеет свою собственную изоформу α-амилазы человека. Они ведут себя по-разному при изоэлектрическом фокусировании и могут также быть разделены при тестировании с использованием специфических моноклональных антител. У людей все изоформы амилазы связаны с хромосомой 1р 21. Один из видов альфа-амилазы — птиалин. Птиалин гидролизует большие молекулы нерастворимого крахмала и образует растворимый крахмал (амилодекстрин, эритродекстрин или акродекстрин), производя последовательно все меньшие и меньшие молекулы крахмала до образования мальтозы. В желудочном соке при водородном показателе (далее — pH) 3,3 птиалин полностью инактивируется через 20 минут при 37ºC. Напротив, за 150 минут в желудочном соке при рН 4,3 50 % активности амилазы все ещё сохраняются. Когда при рН 3,0 добавляют птиалин, он полностью инактивируется через 120 минут; однако добавление 0,1 % крахмала приводит к тому, что через 120 минут раствор все ещё сохраняет активность амилазы 10 %; и добавление 1,0 % крахмала позволяет поддерживать 40 % активности амилазы в течение тех же 120 минут.

## В промышленности
α-амилаза используется в производстве этанола для расщепления крахмала в зернах на сахара. Также первым этапом производства кукурузного сиропа с высоким содержанием фруктозы является обработка кукурузного крахмала α-амилазой. α-амилаза, называемая «термамил», полученная из бактерий Bacillus licheniformis, также используется в некоторых моющих средствах, особенно в моющих средствах для мытья посуды и удаления крахмала.